# Зозуля звичайна
Зозу́ля звича́йна (Cuculus canorus) — птах родини Зозулевих. В Україні гніздовий (гніздовий паразитизм), перелітний птах.

## Опис

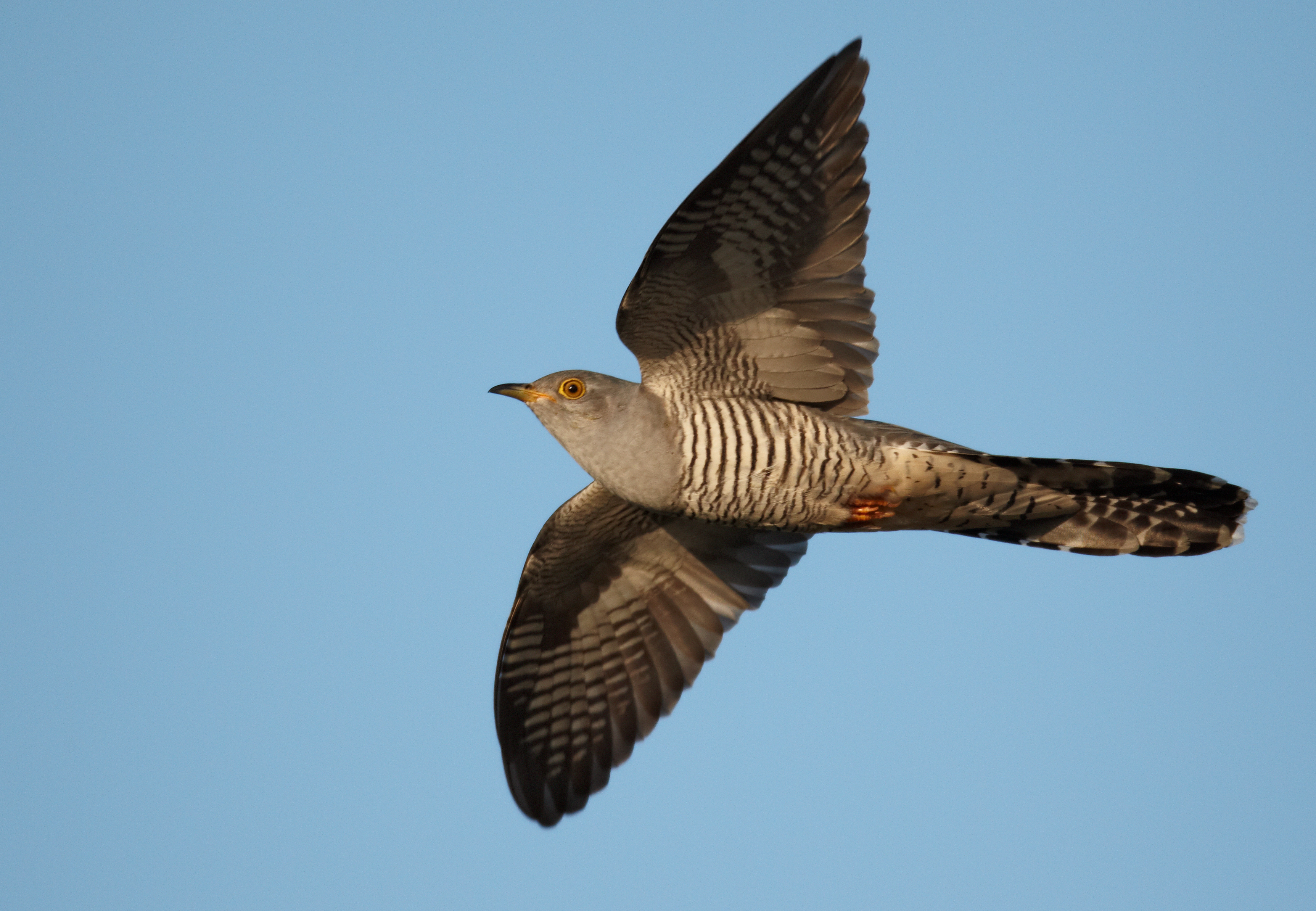
Зозуля звичайна у польоті.

Зозуля має довге тіло — 40 см, крила — 22 см, закруглений хвіст (на кшталт сходинок) розміром 18 см. Хвіст майже дорівнює довжині гострого довгого крила і це ніби збільшує загальний розмір птаха. Вага зозулі — до 100 г (трохи більша за шпака).
Забарвлення переважно сіре. Особливістю зозулі є наявність статевого диморфізму. Самці мають спину та хвіст темно-сірі, горло, воло, груди світло-сірі, інший бік пір'я білий з темною поперечною смугою, дзьоб чорнуватий, ноги короткі. Самки буроваті зверху, вохристий наліт на волі, спина іржаво-руда з широкими чорними і вузькими білими поперечними смугами. Через смугасте забарвлення зозулю часто приймають за яструба малого. Молоді птахи сіруваті зверху, руді з темною смугою по всьому тулубу.

## Розповсюдження

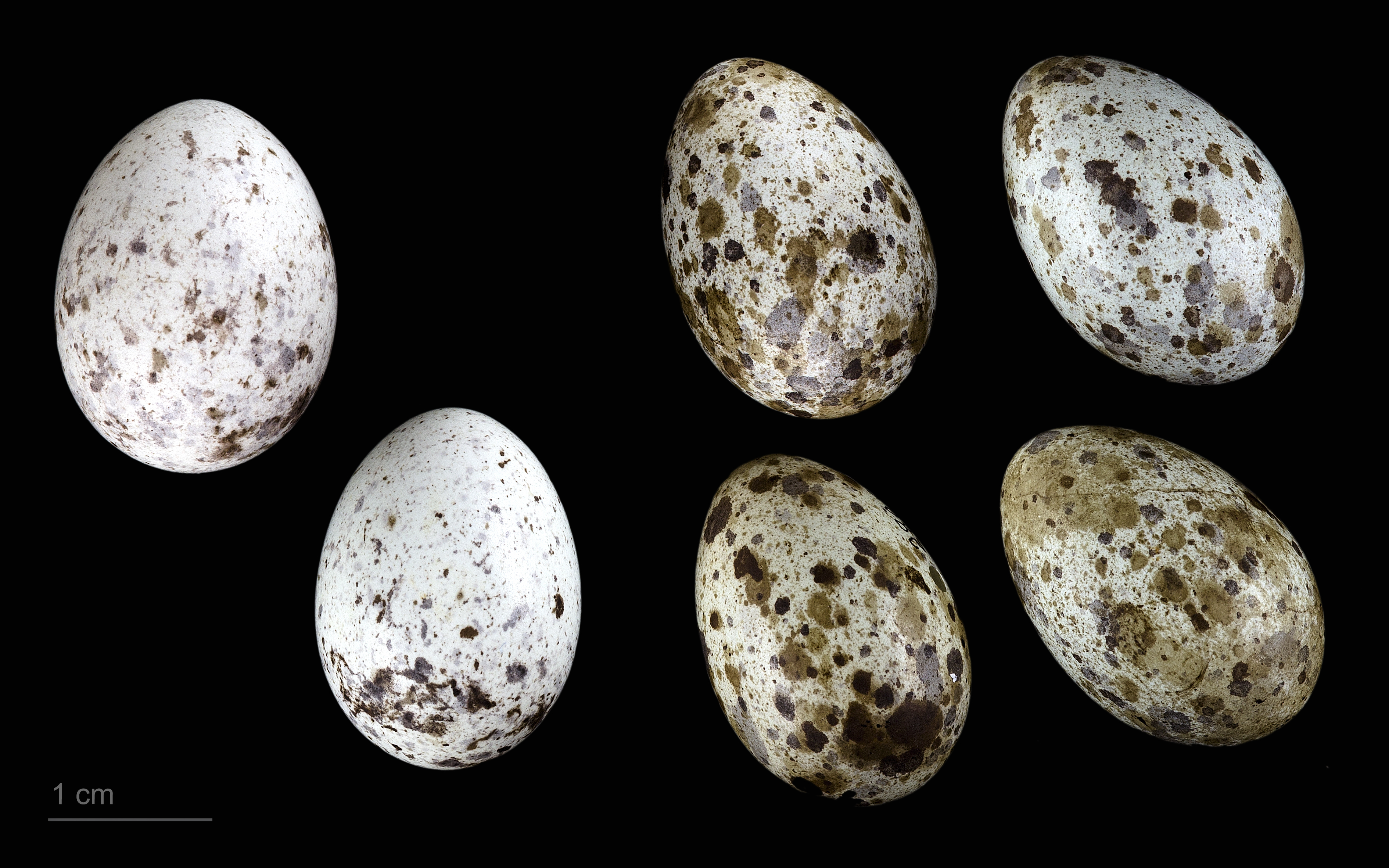
яйце Cuculus canorus canorus Uk у гнізді Acrocephalus arundinaceus - Тулузький музей

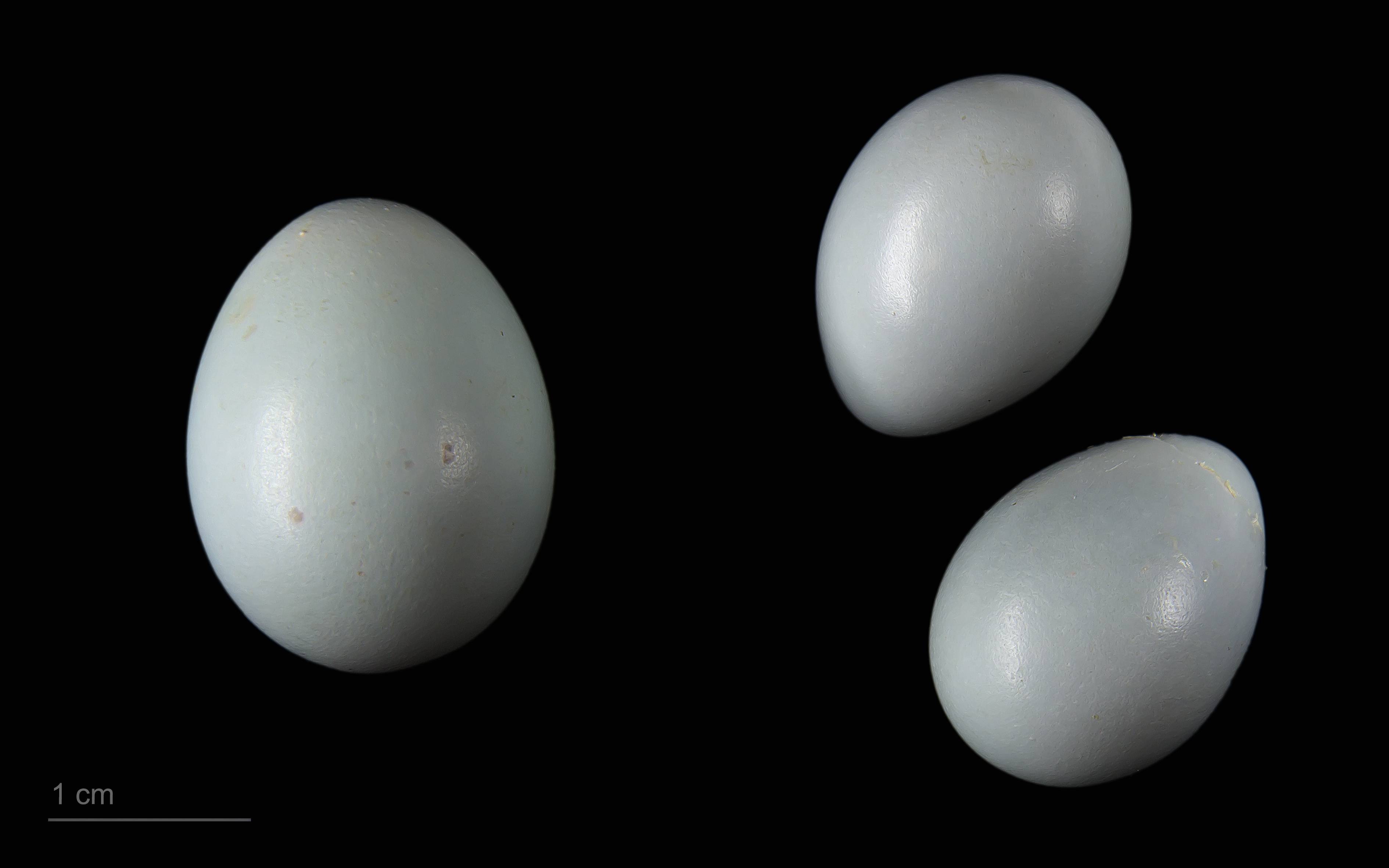
яйце Cuculus canorus bangsi Uk у гнізді Phoenicurus moussieri - Тулузький музей

Зозуля звичайна мешкає у Європі, північно-західній, тропічній та Південній Африці, Азії, окрім Аравійського півострова та півострова Індостан, півдня Індокитаю. В Україні — майже по всій території.

## Місця існування, поширення
Зозуля живе у лісах, степах, лісостепах,парках, у горах до 3000 м над рівнем моря. Птах перелітний. Зимує у Південній Африці, південному Китаї, островах Зондського архіпелагу.

## Особливості поведінки та розмноження

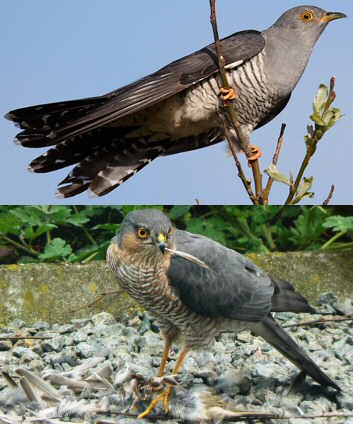
Зозуля (зверху) мімікрує під хижого птаха яструба (знизу).

Місце зимування залишає рано, проте до місць гніздувань пересувається поступово й не досить швидко, зазвичай у другій половині квітня. Спочатку прилітає самець. Він 2—3 дні облаштовується, вивчає територію, після чого починає кликати самку криками «ку-ку». Самка у відповідь видає звуки «клі-клі».
Зозулі звичайні своїх гнізд не будують і яєць не насиджують, виявляючи гніздовий паразитизм.
Живе в найрізноманітніших деревних насадженнях, а на півдні України — в очеретяних плавнях. Найчастіше її можна зустріти там, де гніздиться багато співочих пташок. Відомо близько 150 різних видів птахів, яким зозуля підкладає свої яйця. Це насамперед очеретянка, вільшанка, плиска, кропив'янка та інші дрібні співочі пташки. Зозулине яйце має вагу близько 3 г, тоді як у птахів її розмірів вага яйця становить 15 г. І не тільки за розміром і формою, а й за кольором воно схоже на яйце тієї пташки, в гніздо якої зозуля підкладає своє яйце.
Те, що зозуля надто схожа на яструба малого, дуже стає їй у пригоді. Шугаючим польотом над землею, вона лякає маленьких пташок, які злітають зі своїх гнізд, відкриваючи їхнє розташування. Тим часом зозуля зазирає в кожен кущ, спускається на землю, відшукує гнізда потрібних їй пташок, щоб підкласти туди своє яйце. Інколи зозуля непомітно сидить десь на дереві, спостерігає, де пташки будують гнізда, щоб потім при відсутності господарів доповнити їхню кладку своїм яйцем. Поблизу сидить і самець, опустивши вниз крила і трохи піднявши вгору довгий, злегка розчепірений хвіст. Він нахиляється, хитає головою і, роздуваючи горло, не розкриваючи рота, співає свою шлюбну пісню: «ку-ку», «ку-ку». Крик самки при зустрічі з самцем подібний до «клі-клі-клі-клі», рідше вона приглушено регоче — «тюку-тюку-тюку-тюку-тюку». Період розмноження зозулі звичайної досить довгий, відбувається переважно з квітня по травень, але інколи аж по серпень. Яйця зозуля підкладає до птахів родини горобиних. Проте, за результатами дослідження біологів з Кейптаунського університету, самки горобців дронго (Dicrurus adsimilis) вже навчилися виявляти індивідуальні візерунки на яйцях зозулі (Cuculus gularis), що паразитують і підкладають свої яйця у гнізда горобців. Нове дослідження 2023 року показало, що такий унікальний візерунок дозволяє горобцям дронго точно визначати чужі яйця більш як у 90 % випадків.

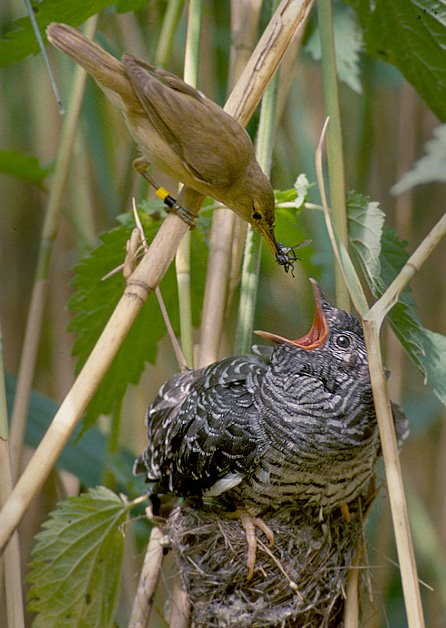
Очеретянка ставкова годує пташеня зозулі звичайної.

Зародок в яйці зозулі розвивається швидше, тому й зозуленя вилуплюється на 1—3 дні раніше. Пташеня зозулі вилуплюється на 12 день і важить 3 гр. І ось, ще зовсім маленьке, сліпе зозуленя, якнайзручніше влаштувавшись і підкоряючись інстинкту (у пташеняти на спині є спеціальні рецептори), викидає з гнізда інших пташенят або ж яєчка, якщо пташенята ще не вилупились. Тому названі батьки вигодовують його одного. Та з усім виводком вони і не впоралися б, адже зозуленя дуже ненажерливе. На четвертий день після вилуплення його вага збільшується у 5 разів. Через 20 днів, ще не вміючи літати, зозуленя виходить з гнізда, але ще місяць птахи піклуються про нього, знаходять і годують, хоч іноді доводиться сідати на спину пташеняті, щоб дотягтися до його дзьоба.
Насправді ж зозуля підкладає яйця в чужі гнізда зовсім не через легковажність. Це пристосування пов'язане з особливостями її життя. Вона не може сама насиджувати пташенят, бо несе яйця не відразу, як інші птахи, а з інтервалом у 1—3 дні. У період відкладання яєць вона встигає відкласти 20 і навіть до 26 яєць. Оскільки розвиток зародка закінчується через 11—12 днів, неможливо було б і насиджувати кожне яйце і годувати пташеня окремо. Вільна від клопоту в будуванні гнізда й насиджуванні яєчок, зозуля летить туди, де є багато шкідників лісу.
Зозуля перестає кувати, коли нікуди вже підкладати яйця, бо і відповідні птахи перестають їх відкладати. У вирій на зиму зозулі починають відлітати ще влітку поодинці, а далі вже летять невеликими зграйками. Спочатку відлітають старі птахи, а потім молоді.

## Шлюбна пісня
Підчас шлюбного сезону самець вигукує "ку-ку" з періодом 1–1.5 секунди, серіями по 10–20 раз у серії з паузами у кілька секунд між серіями. На початку шлюбного сезону у квітні вигук "ку-ку" відповідає мелодії низхідної малої терції. Згодом цей інтервал стає ширшим і досягає великої терції, потім — кварти. У червні пісня змінюється, і у ній можуть з'явитися навіть висхідні інтервали.

## Живлення
Живляться зозулі звичайні на гілках дерев, перш за все гусінню, жуками, мухами, інколи ягодами. За годину зозуля може з'їсти більше 100 гусениць. Спостерігались випадки, коли при великому скупченні волохатої гусені окремі зозулі з'їдали їх за хвилину по 10 штук.
Зозуля — єдиний птах, що знищує так багато волохатої гусені (шовкопряда соснового та інших), яка є надзвичайно небезпечним шкідником лісу. Отруйні волоски гусені шовкопрядів не завдають їй ніякої шкоди. Споживаючи таку гусінь, зозуля не змогла б вигодувати нею своїх пташенят, бо для них ті волоски є дуже небезпечними. Шлунок її періодично очищається від колючих волосків гусені виверженням їх разом з кутикулою. Крім того, зозуля знищує багато личинок пильщиків, хрущів, кобилок та інших комах, теж дуже шкідливих. Тому зозуля є надзвичайно корисним птахом.

## Образ зозулі у культурі

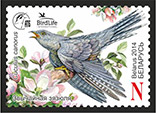
Поштова марка Білорусі 2014 року.

Про вдачу зозулі, особливості життя і поведінки складено багато легенд, казок, байок, загадок.

### В українській культурі
Зозуля — один з українських народних символів. У народній та поетичній мові також використовується інше ім'я зозулі — зигзиця. Зозуля згадується у ряді художніх творів, народних казках та бувальщинах. Часто образ зозулі пов'язаний із жінкою, яка втратила чоловіка. 
|                                  | Співає, плаче Ярославна, Як та зозуленька кує, Словами жалю додає. «Полечу,— каже,— зигзицею, Тією чайкою-вдовицею Та понад Доном полечу... |
| — Плач Ярославни, Т. Г. Шевченко | |

Широкої популярності в українців набула народна пісня "Летіла зозуля".

### В японській культурі
Спів зозулі пов'язують з поетичним настроєм та натхненням. Птаху присвячено багато віршів японських ліриків. У середньовіччі існувала традиція подорожувати до місць, де співають зозулі, та складати хайку. Одна з таких подорожей зображена у класичному японському творі Макура но сосі.
|                                                  | Навіть у самій столиці Серцю столиця мила, Якщо зозуля кує! |
| — Хайку Мацуо Басьо у перекладі Геннадія Туркова |                                                             |

### У давньогрецькій міфології
Зозулю пов'язують з богинею Герою — сестрою та дружиною верховного бога Зевса.

### У французькій культурі
Спів зозулі пов'язують з поверненням весни. У деяких регіонах Франції існує прикмета: якщо у кишені є гроші, коли почуєш перший весняний спів зозулі, то увесь рік будеш при грошах.

### Спів зозулі у класичній музиці
- У 3-ій сюїті для клавісина Луї-Клода Дакена імітується спів зозулі.
- У своїй Пасторальній симфонії (F-dur) Л. ван Бетховен використовує комбінацію двох нот, що нагадує спів зозулі та створює веселий весняний настрій сільської природи.
- 9-а частина сюїти Карнавал тварин Каміля Сен-Санса носить назву «Зозуля у глибині лісу». Кларнет, розташований по вказівці композитора за кулісами, час від часу виконує пару нот, що імітують кування зозулі.